# 葛拉罕·葛林 (演員)
葛拉罕·葛林，CM（英語：Graham Greene，1952年6月22日—），加拿大原住民男演員，主要在加拿大、英國和美國的舞台及影視圈工作。憑藉於電影《與狼共舞》中的演出入圍奥斯卡最佳男配角奖。他還數次入圍和贏得雙子座獎；2000年因音樂專輯《聽講故事的人》（Listen to the Storyteller）的旁白而贏得葛萊美獎最佳兒童誦讀專輯。
其他知名作品如電影《霹靂心》（1992年）、《超級王牌》（1994年）、《終極警探3》（1995年）、《綠色奇蹟》（1999年）、《天堂小屋》（2017年）和《極地追擊》（2017年）。

## 早期生活
葛拉罕·葛林出生於安大略省奧斯威肯的格蘭河六民族原住民居留地，是醫務人員莉蓮（Lillian）和維修人員約翰·葛林（John Greene）的兒子。他年輕時曾住在安大略省哈密尔顿。

## 外部連結
- 在AllMovie上葛拉罕·葛林的頁面（英文）
- 葛拉罕·葛林在互联网电影资料库（IMDb）上的資料（英文）